# روفيون ستوتس
روفيون ستوتس (بالإنجليزية: Raufeon Stots؛ مواليد 16 ديسمبر 1988) هو مُقاتل فنون قتالية مختلطة نيجيري أمريكي.

## وصلات خارجية
- روفيون ستوتس على موقع بيلاتور (الإنجليزية)
- روفيون ستوتس على موقع شيردوغ (الإنجليزية)
- روفيون ستوتس على موقع Tapology.com (الإنجليزية)
- روفيون ستوتس على موقع فايت ماتريكس (الإنجليزية)